# Jieshou
Jieshou is een stad in de oostelijke provincie Anhui, Volksrepubliek China. Jieshou ligt in de prefectuur Fuyang. Jieshou heeft 740.000 inwoners. Jieshou is een arrondissement. 